# La Tira
La Tira (latira) fou una revista cultural gratuïta en llengua catalana de la comarca del Ripollès. Es distribuí als dinou municipis de la comarca i es publicà deu vegades l'any.

## Història
La revista va néixer amb el nom de La Tira de Promocions i sota la direcció de Roser Salomó (Ripoll, 1960). El primer número va aparèixer l'abril de 1995 durant la Fira de les Quaranta Hores de Ripoll. Tenia un format DIN-A4 i un total de dotze pàgines. Hi col·laboraren els ripollesos Francesc Triola, Ramon Miravitlles i Santi Llagostera. El primer exemplar es pot trobar a la Biblioteca de Catalunya.
Amb motiu dels 25 anys de la seva creació, la revista va canviar de direcció essent el nou director Marc Velasco i Salomó, qui va impulsar un canvi en el format. Dos anys més tard, el desembre de 2022, la revista va publicar la darrera edició (275).
Al llarg dels anys la revista va tenir col·laboradors de més anomenada com l'historiador ripollès Agustí Dalmau i Font, folkloristes com Caterina Valriu Llinàs i escriptors com Jordi Caballeria i Arnaus.